# Lotta greco-romana ai Giochi della XV Olimpiade - Pesi piuma
La competizione della categoria pesi piuma (fino a 62 kg) di lotta greco-romana dei Giochi della XV Olimpiade si è svolta dal 24 al 27 luglio 1952 al Töölö Sports Hall di Helsinki.

## Formato
Ad ogni incontro venivano assegnate le seguenti penalità:
- 0 = Al vincitore per schienata
- 1 = Al vincitore per decisione (verdetto di tre giudici)
- 3 = Allo sconfitto

Con cinque penalità o più il lottatore veniva eliminato.
I tre lottatori rimasti disputavano un torneo finale con i risultati acquisiti nel precedenti turni.

## Risultati
| Legenda                                  | Legenda |
| ---------------------------------------- | ------- |
| Lottatore con 5 penalità o più Eliminato |         |

### 1º Turno
Si è disputato il 24 luglio.
| Vincitore             | Pen. | Risultato | Sconfitto           | Pen. |
| --------------------- | ---- | --------- | ------------------- | ---- |
| Imre Polyák           | 0    | Schienata | Marco Antonio Girón | 3    |
| Gunnar Håkansson      | 1    | 3:0       | Francisc Horvath    | 3    |
| Ernest Gondzik        | 1    | 2:1       | Bela Torma          | 3    |
| Bartholomäus Brötzner | 1    | 3:0       | Lucien Claes        | 3    |
| Abdel Aal Rashid      | 0    | Schienata | Rolf Ellerbrock     | 3    |
| Umberto Trippa        | 1    | 2:1       | Dagfin Huseby       | 3    |
| Erkki Talosela        | 1    | 3:0       | Hasan Bozbey        | 3    |
| Jakov Punkin          | 0    | Schienata | Antoine Merle       | 3    |
| Safi Taha             | 0    | Esentato  |                     |      |

### 2º Turno
Si è disputato il 25 luglio.
| Vincitore             | Pen. | Risultato | Sconfitto           | Pen. |
| --------------------- | ---- | --------- | ------------------- | ---- |
| Safi Taha             | 0    | Schienata | Marco Antonio Girón | 6    |
| Imre Polyák           | 1    | 3:0       | Gunnar Håkansson    | 4    |
| Ernest Gondzik        | 2    | 2:1       | Francisc Horvath    | 6    |
| Bartholomäus Brötzner | 2    | 2:1       | Bela Torma          | 6    |
| Rolf Ellerbrock       | 4    | 3:0       | Lucien Claes        | 6    |
| Abdel Aal Rashid      | 1    | 2:1       | Umberto Trippa      | 4    |
| Erkki Talosela        | 2    | 3:0       | Dagfin Huseby       | 6    |
| Hasan Bozbey          | 4    | 3:0       | Antoine Merle       | 6    |
| Jakov Punkin          | 0    | Esentato  |                     |      |

### 3º Turno
Si è disputato il 26 luglio.
| Vincitore             | Pen. | Risultato | Sconfitto        | Pen. |
| --------------------- | ---- | --------- | ---------------- | ---- |
| Jakov Punkin          | 1    | 3:0       | Safi Taha        | 3    |
| Imre Polyák           | 2    | 3:0       | Ernest Gondzik   | 5    |
| Bartholomäus Brötzner | 3    | 3:0       | Gunnar Håkansson | 7    |
| Umberto Trippa        | 4    | Schienata | Rolf Ellerbrock  | 7    |
| Abdel Aal Rashid      | 2    | 3:0       | Erkki Talosela   | 5    |
| Hasan Bozbey          | 4    | Esentato  |                  |      |

### 4º Turno
Si è disputato il 26 luglio.
| Vincitore      | Pen. | Risultato | Sconfitto             | Pen. |
| -------------- | ---- | --------- | --------------------- | ---- |
| Jakov Punkin   | 2    | 3:0       | Hasan Bozbey          | 7    |
| Imre Polyák    | 3    | 2:1       | Abdel Aal Rashid      | 5    |
| Umberto Trippa | 5    | 3:0       | Bartholomäus Brötzner | 6    |
|                |      | Ritirato  | Safi Taha             | -    |

### Turno finale
Si è disputato il 26 luglio.
| Vincitore    | Pen. | Risultato | Sconfitto        | Pen. |
| ------------ | ---- | --------- | ---------------- | ---- |
| Imre Polyák  |      | 2:1       | Abdel Aal Rashid |      |
| Jakov Punkin |      | Schienata | Imre Polyák      |      |
| Jakov Punkin |      | Schienata | Abdel Aal Rashid |      |

1. ↑  Già disputato nel 4º turno.

## Classifica finale
| Pos.    | Atleta                | Nazione          | V.S. |
| ------- | --------------------- | ---------------- | ---- |
| Oro     | Jakov Punkin          | Unione Sovietica | 2-0  |
| Argento | Imre Polyák           | Ungheria         | 1-1  |
| Bronzo  | Abdel Aal Rashid      | Egitto           | 0-2  |
| 4       | Umberto Trippa        | Italia           |      |
| 5       | Bartholomäus Brötzner | Austria          |      |
| 6       | Hasan Bozbey          | Turchia          |      |
| 7       | Safi Taha             | Libano           |      |
| 8       | Erkki Talosela        | Finlandia        |      |
| 8       | Ernest Gondzik        | Polonia          |      |
| 10      | Rolf Ellerbrock       | Germania         |      |
| 10      | Gunnar Håkansson      | Svezia           |      |
| 12      | Bela Torma            | Jugoslavia       |      |
| 13      | Dagfin Huseby         | Norvegia         |      |
| 13      | Francisc Horvath      | Romania          |      |
| 15      | Lucien Claes          | Belgio           |      |
| 15      | Antoine Merle         | Francia          |      |
| 15      | Marco Antonio Girón   | Guatemala        |      |